# Национальный центр проблем туберкулёза
Национа́льный центр пробле́м туберкулёза Министе́рства здравоохране́ния Респу́блики Казахста́н (НЦПТРК) образован в 1998 году на базе Казахстанского научно-исследовательского института туберкулёза Министерства здравоохранения Казахстана (основанного в 1955 году).  
Расположен в городе Алма-Ате. Имеет филиалы в Астане, Шымкенте, Актобе, Семее; клинико-диагностическое подразделение (14 отделений). Осуществляет руководство всей научной и практической деятельностью фтизиатрической службы республики.
Основные задачи: повышение эффективности диагностики и лечения туберкулёза, разработка системы профилактических мероприятий, а также внедрение и совершенствование методов организации противотуберкулёзного контроля. Издаются тематические сборники научных трудов. Сотрудниками центра налажены международные связи со многими странами дальнего и ближнего зарубежья (Россия, Кыргызстан, Узбекистан, Азербайджан, Польша и др.)